# Jost Ludwig Dietz
Pour les articles homonymes, voir Dietz.

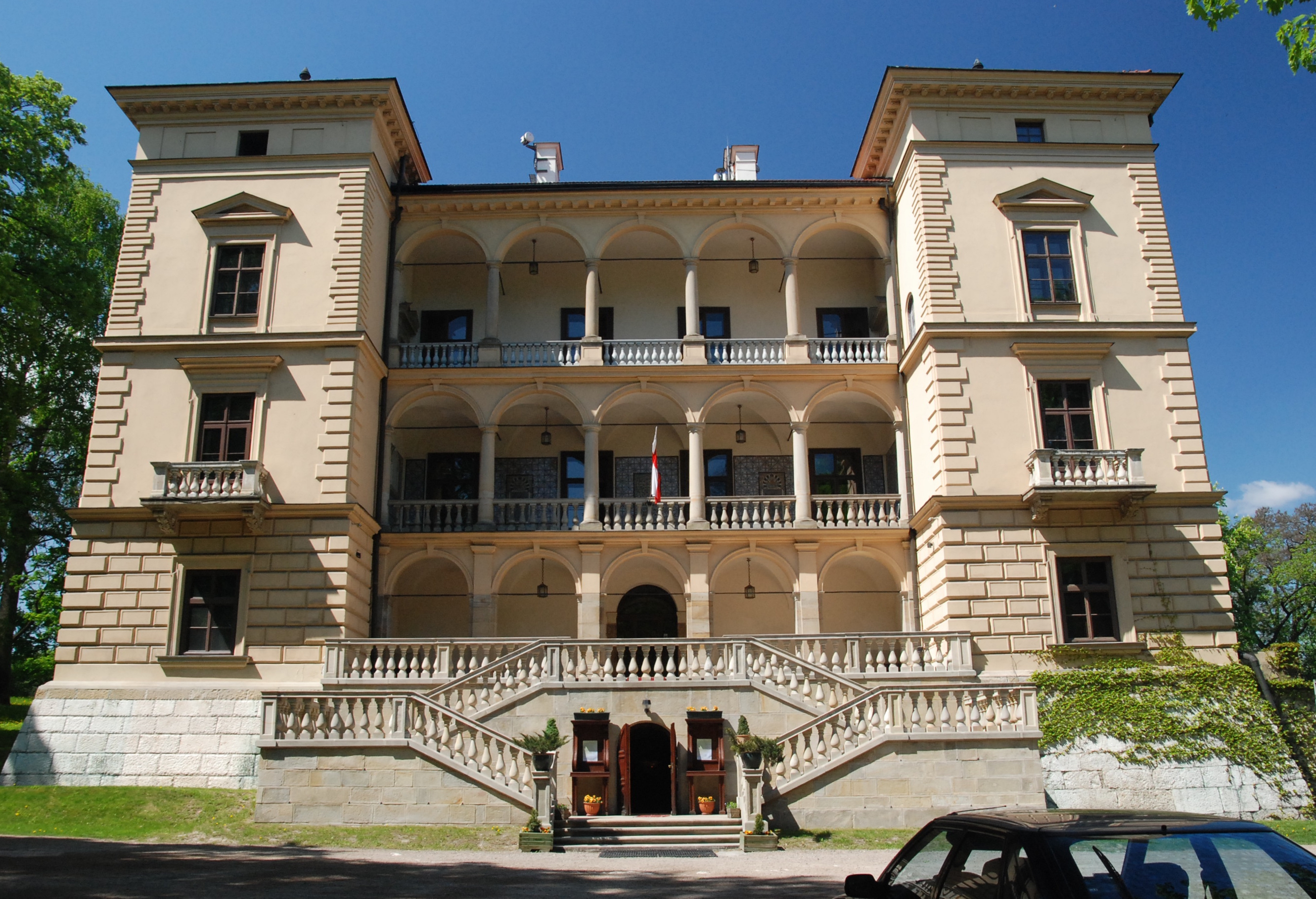
La Villa Decius à Cracovie (état en 2009)

Jost Ludwig Dietz (en latin Jodocus (ou Justus) Ludovicus Decius, en polonais Ludwik Justus Decjusz), né vers 1485 en Alsace (à Wissembourg), décédé le 26 décembre 1545 à Cracovie, est un diplomate, écrivain et financier, secrétaire et conseiller du roi Sigismond le Vieux.

## Biographie
Jost Ludwig Dietz est le fils du bourgmestre de sa ville natale Wissembourg, qu'il quitte à l'âge de 15 ans pour la Moravie, vivant de négoce et s’intéressant aux questions minières et monétaires. En 1507, il séjourne au Tyrol avant de se rendre en Hongrie.
Arrivé à Cracovie, alors capitale de Pologne, en 1508, il est d'abord le favori et secrétaire de Jakub Boner, lui-même d'origine alsacienne, banquier du roi et directeur des mines de sel de Wieliczka et de Bochnia. 
Grâce à ses talents et à ses capacités, il devient vite influent, entretenant des relations personnelles avec entre autres, Martin Luther et Érasme de Rotterdam et la Cour des Habsbourg.
En 1526 et 1528, il engage des projets de réforme du système monétaire, instituant une union monétaire entre la République polono-lituanienne et la Prusse royale. Le roi Sigismond lui confie la direction de la Monnaie royale à Toruń (Thorn) et à Königsberg (Królewiec).

## La Villa Decius
En 1528, il achète des terres à l'Ouest de Cracovie (collines de Przegorzały et Wola Chełmska), connues aujourd'hui sous le nom de Wola Justowska. Il commande à un architecte italien une villa dans le style de son pays. Celle-ci est achevée en 1535 et, connue sous le nom de "Villa Decius", devient le lieu de rencontre de nombreuses célébrités de son temps. 
Celle-ci appartient actuellement à l'association "Stowarzyszenie Willa Decjusza", dont les membres sont des personnalités importantes de la vie culturelle et politique de Cracovie. Elle est un centre européen de rencontres intellectuelles et de séminaires de formation, ainsi que d'expositions (peinture, photographie, etc.). Elle accueille également des résidences d'artistes.
Elle décerne chaque année le Prix polonais Sérgio Vieira de Mello, Haut Commissaire aux droits de l'homme (2002-2003).

## Œuvres
Jost Ludwig Dietz a écrit sous le titre De vetustatibus Polonorum ("Sur les antiquités de la Pologne"), un ouvrage en latin de trois volumes. Sur la base de sources plus ou moins imaginaires, il a décrit une longue liste de  rois sarmates, les ancêtres mythiques des Polonais.

## Sources
- Nouveau dictionnaire de biographie alsacienne, Fédération des sociétés d'histoire et d'archéologie d'Alsace, 1986, pp. 593-594,  (ISBN 978-2-85759-000-2)
- articles wikipédia en allemand et en polonais
- http://encyklopedia.pwn.pl/haslo.php?id=3891223
- http://www.villa.org.pl/index.php/en/history-of-villa-decius
- http://www.willadecjusza.pl/index.php?pl=strony&nrstr=8
- Aleksander Hirschberg, O życiu i pismach Justa Ludwika Decyusza. 1485-1545, Lwów 1874
- Jodok Ludwik Decjusz, Księga o czasach króla Zygmunta, traduction en polonais sous la direction de K. Kumaniecki, préface de T. Bieńkowski, „Biblioteka Meandra” 28, PWN, Warszawa 1960.